# Ahmed Radhi
Ahmed Radhi Amaiesh (Bagdá, 21 de março de 1964 – 21 de junho de 2020) foi um futebolista iraquiano.

## Carreira
Amaiesh atuou no Al-Rasheed e Al-Zawra'a, com os quais conquistou cinco campeonatos nacionais.
É o único autor de gols até o momento da Seleção Iraquiana de Futebol nas Copas do Mundo, no jogo contra a Seleção Belga de Futebol, na Copa do Mundo de 1986.

## Morte
Morreu no dia 21 de junho de 2020 em Bagdá, aos 56 anos, de COVID-19

## Clubes
- Al-Rasheed - Iraque
- Al-Zawra'a - Iraque (3 passagens)
- Al-Wakrah - Qatar